# Konvention von Akkerman
Die Konvention von Akkerman war ein am 7. Oktober 1826 zwischen dem Osmanischen Reich und dem Kaiserreich Russland in der Stadt Akkerman geschlossener Vertrag. 

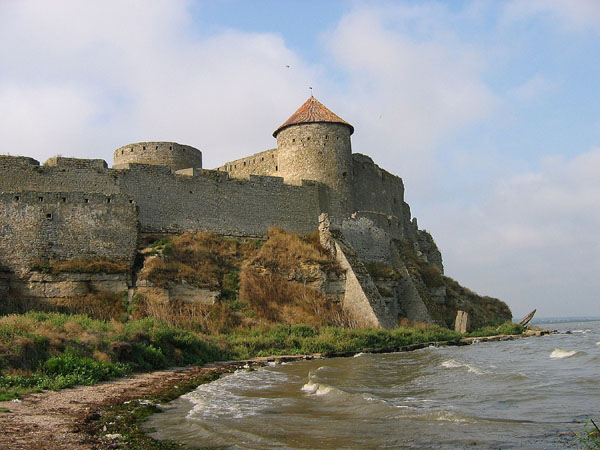
Festung Akkerman

## Geschichte
Der Vertrag kam zustande, nachdem Russland dem Osmanischen Reich ein Ultimatum gestellt hatte. Die Osmanen mussten sich zur Garantie der Freiheit der russischen Handelsschifffahrt in ihren Gewässern verpflichten und den Kaukasus als russische Einflusssphäre anerkennen. Weiter bekannten sie sich zur Anerkennung der Autonomie der Fürstentümer Walachei und Moldaus sowie Serbiens. So verlor das Osmanische Reich teilweise das Handelsmonopol für diese Gebiete. Zudem wurde ein Beschwerderecht der Fürstentümer bei Russland etabliert.  Dies bedeutete faktisch einen russischen Protektoratsstatus über die Balkanstaaten. Der Vertrag legte auch fest, dass die Herrscher (Hospodare) der Donaufürstentümer Moldau und Walachei von ihren jeweiligen Diwanen (einer Art Staatsrat) mit Zustimmung beider Mächte für eine siebenjährige Amtszeit gewählt werden sollten. Das Abkommen sah auch die Beendigung der osmanischen Besetzung der beiden Fürstentümer vor. Diese war 1821 nach den Aufständen der griechischen Unabhängigkeitsbewegung Filikí Etería und der gescheiterten walachischen Rebellion unter Tudor Vladimirescu erfolgt. Zudem musste das Osmanische Reich der Walachei die Kontrolle über mehrere Donauhäfen (Giurgiu, Brăila und Turnu) überlassen. Der Bruch der Konvention durch die Türkei führte 1828 zum Russisch-Türkischen Krieg. Nach der Niederlage der Osmanen traten die Bestimmungen jedoch wieder in Kraft.